# Dave Greenslade

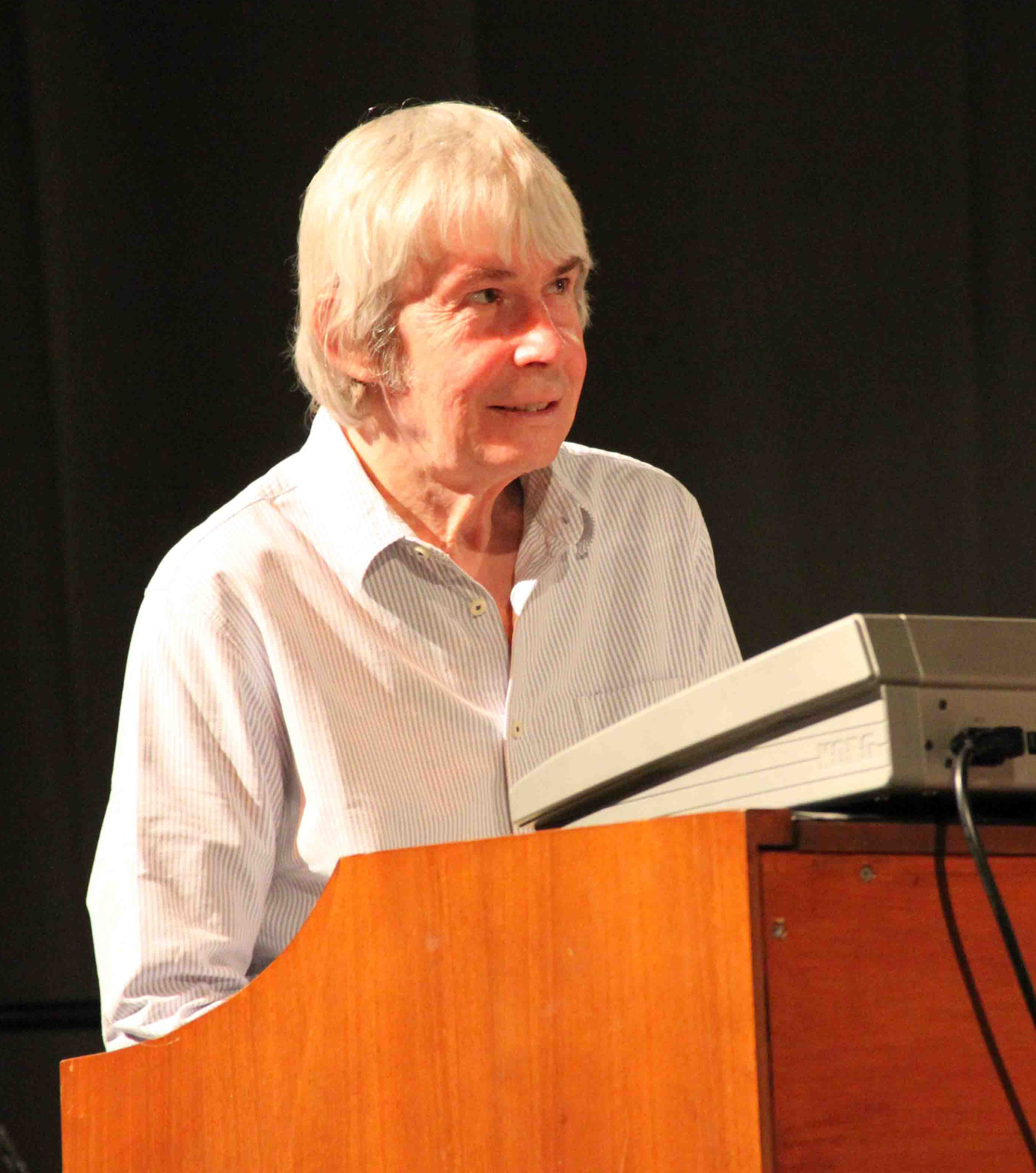
Dave Greenslade tijdens een concert in Wissen, juni 2011

Dave Greenslade (Woking, Surrey, 18 januari 1943) is een Britse toetsenist. Hij is bekend geworden als lid van de groep Colosseum.
Greenslades muzikale loopbaan begon in 1957. Hij trad toen op met jeugdvrienden Tony Reeves (contrabas) en Jon Hiseman (drums).  De eerste optredens werden gegeven in de omgeving van Oost-Londen onder de naam D.G.Trio. Greenslade zei dat hij daarbij beïnvloed was door Dave Brubeck, Duke Ellington, Charlie Parker en Bill Evans. In de jaren 1964 en 1965 speelde hij in The Wes Minster Five.
In 1968 formeerden Reeves en Hiseman met Dick Heckstall-Smith de groep Colosseum, waarna ook Greenslade toetrad. Het kwartet leverde met zijn tweede album Valentyne suite een klassieker af in het genre progressieve rock. Ondanks de goede kritieken bleef succes uit, en Greenslade en Reeves zetten hun loopbaan voort in de band Greenslade. Voor die band bleef groot succes ook uit, en na een aantal albums probeerde Greenslade het solo.
Rond die tijd was hij korte tijd te vinden in If. Ook speelde hij met Chris Farlowe in diens band The Thunderbirds.
Zijn tweede solopoging, The pentateuch of the cosmogony, werd opnieuw een klassieker, maar deze keer was de muziek daar niet verantwoordelijk voor. Het dubbelalbum zat verpakt in een elpeegroot boekwerk dat geïllustreerd was door Patrick Woodroffe. Het werd een verzamelobject.
De solocarrière van Greenslade verliep ook niet succesvol. Zijn inkomsten bestonden voornamelijk uit opbrengsten uit het schrijven van muziek bij films en documentaires.
In 1994 vond een reünie van Colosseum plaats en de band trad vanaf toen weer regelmatig op. Ook de groep Greenslade kwam af en toe bij elkaar.

## Discografie

### Colosseum
- Those who are about to die salute you (1969)
- Valentyne suite (1969)
- Daughter of time (1970)
- Colosseum live (1971)

### Greenslade
- Greenslade (1972)
- Bedside manners are extra (1973)
- Spyglass guest (1974)
- Time and tide (1975)
- Greenslade live
- Large afternoon (2000)
- Greenslade 2001 - Live the Full Edition (2002)

### Solo
- Cactus choir (1976)
- The pentateuch of the cosmogony (1979)
- From the discworld (1994)
- Going south (1999)
- Routes-roots (2011)

- Bibliothèque nationale de France: cb137973783 (data)
- Gemeinsame Normdatei: 112660447X
- International Standard Name Identifier: 0000 0001 3125 6197
- Library of Congress Control Number: n81091373
- MusicBrainz: c200cbf9-11c5-4fc4-82ed-b8f88d5dff57
- SNAC: w65v75q4
- Virtual International Authority File: 21451441
- WorldCat: E39PBJhX6GVvMKjC47tjhqbmVC